# E. F. L. Wood, 1.º Conde de Halifax
Edward Frederick Lindley Wood, 1.º Conde de Halifax KG, OM, GCSI,  GCMG, GCIE, TD, PC (Devon, 16 de abril de 1881 – Yorkshire, 23 de dezembro de 1959) conhecido como Lord Irwin de 1925 até 1934 e Visconde Halifax de 1934 até 1944, foi um político conservador britânico sênior da década de 1930. 

## Carreira
Ele ocupou vários cargos ministeriais altos durante esse período, principalmente os de vice-rei da Índia de 1926 a 1931 e de secretário de Relações Exteriores entre 1938 e 1940. Ele foi um dos arquitetos da política de apaziguamento de Adolf Hitler em 1936-1938, trabalhando em estreita colaboração com o primeiro-ministro Neville Chamberlain. No entanto, após a Kristallnacht (de 9 a 10 de novembro de 1938) e a ocupação alemã da Tchecoslováquia em março de 1939, ele foi um dos que pressionou por uma nova política de tentar impedir novas agressões alemãs, prometendo ir à guerra para defender a Polônia.
Com a renúncia de Chamberlain no início de maio de 1940, Halifax efetivamente recusou o cargo de primeiro-ministro, pois achava que Winston Churchill seria um líder de guerra mais adequado (a participação de Halifax na Câmara dos Lordes foi dada como a razão oficial). Algumas semanas depois, com os Aliados enfrentando uma derrota aparentemente catastrófica e as forças britânicas recuando para Dunquerque, Halifax preferiu se aproximar da Itália para ver se os termos de paz aceitáveis poderiam ser negociados. Ele foi anulado por Churchill após uma série de reuniões tempestuosas do Gabinete de Guerra. De 1941 a 1946, serviu como embaixador britânico em Washington.

## Vida

### Antecedentes e início de carreira
Edward Wood foi o quarto filho de Charles Wood, 2.º Visconde Halifax, de seu casamento com Lady Agnes Courtenay, filha de William Courtenay, 11.º Conde de Devon. Seus três irmãos mais velhos morreram antes de atingirem a idade adulta, então ele foi o herdeiro aparente de seu pai a partir de 1899. O próprio Wood nasceu com um braço esquerdo aleijado sem mão. Graças a uma prótese que ele aprendeu a usar com muita habilidade, essa deficiência não afetou sua capacidade de montar, caçar ou atirar. Winston Churchill mais tarde deu-lhe o apelido de "Holy Fox", um aceno ao seu nome, sua paixão pela caça e sua religiosidade, já que Wood era um devoto anglo-católico como seu pai.
Educado no Eton College e no Christ Church College, em Oxford, Wood foi membro da Câmara dos Comuns de 1910 a 1925. Um oficial do Queen's Own Yorkshire Dragoon Yeomanry, ele lutou na Primeira Guerra Mundial apesar de sua deficiência, foi mencionado em despachos e subiu ao posto de tenente-coronel em 1915. A partir de 1917 assumiu o cargo de secretário adjunto do Ministro do Serviço Nacional. Em 1918 ele co-escreveu The Great Opportunity com George Ambrose Lloyd, mais tarde Barão Lloyd. Nele, ele defendeu o programa de um Partido Conservador reformado para o período após a coalizão de guerra liderada pelo liberal David Lloyd George.
Enquanto o governo de coalizão planejava nomear Wood como governador-geral da África do Sul, os líderes do Domínio o rejeitaram porque queriam um ministro do gabinete ou um membro da Família Real. Ao mesmo tempo, Winston Churchill, então membro dos liberais e amigo de Lloyd George, repreendeu Wood por suas ambições de se tornar secretário de Estado das colônias. O descontente Wood, portanto, votou pela derrubada do gabinete de Lloyd George na reunião do Carlton Club em outubro de 1922 e tornou-se Ministro da Educação no gabinete do conservador Andrew Bonar Law em 1922. Embora não estivesse interessado neste posto, ele o manteve até 1924. Ele também foi membro do Conselho Privado a partir de 1922. De 1924 a 1925 ocupou o cargo de Ministro da Agricultura no gabinete conservador de Stanley Baldwin. Sua carreira parecia ter chegado ao fundo do poço.

### Vice-rei da Índia
Em outubro de 1925 foi-lhe oferecido o cargo de vice-rei da Índia para suceder Rufus Isaacs, 1º Marquês de Reading. O rei Jorge V nomeou-o para este cargo, provavelmente por causa de sua origem familiar (seu avô era ministro da Índia) e sua origem aristocrática. Depois de alguma hesitação, aceitou. Ele foi criado Barão Irwin, de Kirby Underdale no Condado de York, em 22 de dezembro de 1925, e passou a ser conhecido como Lord Irwin. Ele recebeu um assento na Câmara dos Lordes e renunciou à Câmara dos Comuns. Ele partiu para a Índia em 17 de março de 1926 e chegou a Bombaim em 1 de abril de 1926. Ele tomou posse como vice-rei com a esperança de melhorar as relações britânico-indianas e acalmar as tensões entre os vários grupos religiosos no país. Como uma pessoa profundamente religiosa, ele parecia a escolha certa para lidar com Mahatma Gandhi. Nos primeiros 19 meses após sua nomeação, no entanto, ele ignorou Gandhi. Como Vice-Rei da Índia, ele também se tornou um Grande Cavaleiro Comendador e Grão-Mestre da Ordem da Estrela da Índia e da Ordem do Império Indiano em 1926.
Seu reinado foi marcado por um período de grande agitação política. A exclusão dos índios da Comissão Simon, que teve que examinar a maturidade do país para o autogoverno, provocou uma grave violência, e assim Wood foi forçado a fazer concessões que foram percebidas como muito abrangentes em Londres e tímidas na Índia. Durante seu reinado, ele teve que lidar com vários eventos, como o protesto contra o relatório da Comissão Simon, o relatório Nehru, a Conferência de Todos os Partidos, os 14 pontos do chefe da Liga Muçulmana, Mohammed Ali Jinnah, a segunda campanha de desobediência civil liderada pelo Congresso Nacional Indiano sob a liderança de Mahatma Gandhi e as conferências da Mesa Redonda sobre o futuro da Índia Britânica.
Como estratégia, Wood mandou prender todos os líderes do Congresso e, em seguida, abriu negociações com Gandhi. As críticas a Wood não foram exatamente justas, mas ele cometeu um erro cujas consequências foram graves, e a agitação cresceu. Wood tentou chegar a um modus vivendi com os políticos indianos; isso culminou em sua defesa do status de um Domínio. Londres recusou qualquer concessão.
Com pouca margem de manobra, Wood refugiou-se na repressão; Usando seus poderes de emergência para prender Gandhi, ele proibiu eventos públicos e reprimiu a oposição rebelde. A prisão de Gandhi piorou ainda mais a situação. Finalmente, em janeiro de 1931, Wood (ao assinar o Pacto de Delhi) decidiu negociar com todos os interesses representados na Conferência da Mesa Redonda para acabar com a desobediência civil e o boicote aos produtos britânicos. A discussão de duas semanas culminou em um tratado apelidado de Pacto Gandhi-Irwin, sob o qual a Campanha de Desobediência Civil foi suspensa.
O tratado entre Gandhi e Wood foi assinado em 5 de março de 1931. Os pontos-chave foram:
- O Congresso não dá mais continuidade ao movimento de desobediência civil.
- O Congresso participa da Conferência da Mesa Redonda.
- O governo retira todas as ordens para controlar o Congresso.
- O governo está encerrando todos os processos por crimes não violentos.
- O governo liberta todos os condenados a penas de prisão em conexão com seu envolvimento na Campanha de Desobediência Civil.

Foi ainda reconhecido que Gandhi participou da segunda Conferência da Mesa Redonda como o único representante do Congresso.
Lord Irwin prestou homenagem à honestidade, sinceridade e patriotismo de Gandhi em 20 de março de 1931 (em um jantar oferecido pelos príncipes reinantes). Um mês após o Pacto Gandhi-Irwin, ele renunciou e deixou a Índia. No retorno de Lord Irwin à Inglaterra em abril de 1931, a situação estava calma, mas dentro de um ano a conferência entrou em colapso e Gandhi foi preso novamente. Na Inglaterra, Lord Irwin foi feito Cavaleiro Companheiro da Jarreteira em 1931.

### Representantes da política de apaziguamento
Em 1931, Wood recusou o cargo de Secretário de Relações Exteriores oferecido a ele para passar algum tempo em casa, mas inexplicavelmente isso foi seguido em 1932 por seu ressurgimento como Ministro da Educação no gabinete do líder do Partido Trabalhista Ramsay MacDonald, um cargo que ele animou por seu papel contínuo (agora em segundo plano) na política e legislação indiana, obtendo o cargo de Mestre da Caça de Middleton no mesmo ano, e sendo eleito chanceler Universidade de Oxford em 1933.
Em 1934, com a morte de seu pai, herdou os títulos de 3º Visconde Halifax e 5º Baronete, de Barnsley. Posteriormente, ele foi membro do Gabinete em vários cargos: Secretário de Guerra por cinco meses em 1935, Lorde Guardião do Selo Privado de 1935 a 1937 – ao mesmo tempo Presidente da Câmara dos Lordes – de 1937 a 1938 Lorde Presidente do Conselho (o quarto cargo mais alto abaixo da monarquia em termos de protocolo) no gabinete Baldwin e depois de 1937 no gabinete Chamberlain. Em 1937 foi feito Cavaleiro da Grã-Cruz da Ordem de São Miguel e São Jorge.
A nomeação de Anthony Eden como Secretário das Relações Exteriores em 1935 inicialmente parecia se encaixar bem com as visões de Halifax sobre a direção futura da política externa britânica, na qual ele interferia cada vez mais nos conselhos. Os dois estavam no melhor dos termos (inclusive com a opinião pública predominante na Grã-Bretanha) de que a remilitarização alemã da Renânia em março de 1936 – "seu próprio quintal" – não representava uma séria ameaça e foi bem-vinda na medida em que representava o aparente progresso da Alemanha em direção à normalidade após a tribulação após o Tratado de Paz de Versalhes. No entanto, depois de suceder Baldwin como novo primeiro-ministro em 1937, Chamberlain usou cada vez mais canais secretos, incluindo o próprio Halifax, para se envolver na diplomacia.
O amigo de Halifax, Henry "Chips" Channon, contou mais tarde a primeira visita de Halifax à Alemanha nazista em 1936: "Ele me disse que gostava de todos os líderes nazistas, até mesmo Goebbels, e ficou muito impressionado, interessado e divertido com a visita. Ele acha o regime absolutamente fantástico." Em seu diário, Halifax observou que havia dito a Hitler: "Embora houvesse muito sobre o sistema nazista que feriu profundamente a opinião britânica, eu não estava cego para o que ele (Hitler) havia feito pela Alemanha e o que ele havia conseguido desse ponto de vista ao varrer o comunismo de seu país".
A convite de Hermann Göring, Halifax veio para a Alemanha em novembro de 1937. O pretexto era uma exposição de caça, mas Halifax recebeu instruções rigorosas do Ministério das Relações Exteriores em caso de um encontro com Adolf Hitler. De acordo com algumas testemunhas, Halifax quase causou um incidente internacional quando entregou seu casaco ao ditador, acreditando que se tratava de um servo. Hitler mais tarde julgou seu visitante em seus "Diálogos no Quartel-General do Führer" como "um hipócrita da pior espécie e mentiroso". Nas discussões que se seguiram, Halifax desrespeitou a diretiva do Éden de advertir os alemães sobre a tomada de medidas contra a Áustria e a Tchecoslováquia. Pelo contrário, indicou que a Grã-Bretanha não impediria uma clarificação das reivindicações territoriais alemãs, incluindo no que diz respeito a Danzig, desde que fossem alcançadas por meios pacíficos. Ele também foi obrigado a ouvir gentilmente os conselhos de Hitler sobre como lidar com os problemas na Índia ("Atire em Gandhi"). As reuniões foram, em geral, desagradáveis. Göring, um caçador apaixonado que se promoveu ao posto de "Reichsjägermeister", deu-lhe o apelido de "Halalifax" em alusão à Halali dos caçadores.

### Fracasso como secretário de Estado
Halifax e Chamberlain pertenciam à chamada camarilha de Cliveden, batizada em homenagem à propriedade rural de Lady Astor, onde se reuniram e concordaram com a política de apaziguamento em relação à Alemanha de Hitler e à Itália de Mussolini. Ministro dos Negócios Estrangeiros Anthony Eden estava cada vez mais irritado com a persistência com que Chamberlain interferia em sua pasta e, apoiado por Halifax, continuava a buscar o apaziguamento, especialmente em relação a Benito Mussolini. Eden, que via Mussolini como um gângster não confiável, renunciou ao cargo em 20 de fevereiro de 1938. Halifax tornou-se seu sucessor. Três semanas depois, a Áustria foi anexada à Alemanha nazista. A Tchecoslováquia, que até então estava relativamente bem protegida contra um ataque do Reich alemão por suas fortificações nos Sudetos ao longo da fronteira comum, agora se viu seriamente ameaçada. Porque o cinturão da fortaleza poderia ser facilmente contornado através da Áustria.
A forma como Halifax lidou com a crise lhe rendeu muitas críticas. A política externa britânica assumia que os ditadores europeus eram geralmente honrados, razoáveis e avessos à guerra geral no continente. Todas as três hipóteses se mostraram erradas. O resultado seguinte desse grave erro de cálculo foi a queda da Tchecoslováquia, seus militares e sua indústria (de armamentos), que foi capaz de absorver a Alemanha nazista sem que um tiro fosse disparado. Após o Acordo de Munique, no qual a Tchecoslováquia teve que ceder os Sudetos, o presidente Edvard Beneš protestou por ter sido presenteado com um fato consumado sem sequer ter sido convidado para a Conferência de Munique. Chamberlain havia respondido que a Grã-Bretanha não iniciaria uma guerra por causa dos Sudetos. Halifax tinha sérias dúvidas se isso não levaria a uma ruptura completa da Tchecoslováquia, que realmente ocorreu em março de 1939. No entanto, por preocupação legítima de que os militares britânicos não estavam preparados para a guerra com a Alemanha, ele não fez nenhum esforço para mudar a política externa britânica. Ele permitiu que Chamberlain o afastasse nas conferências infrutíferas em Berchtesgaden, Godesberg e Munique, e participasse sem ele.
Outros fracassos agravaram ainda mais a situação: em 7 de abril de 1939 ocorreu a ocupação italiana da Albânia, no mesmo mês Hitler denunciou o acordo naval germano-britânico concluído em junho de 1935, e em 22 de maio de 1939 a Itália e a Alemanha concluíram o Pacto de Aço, no qual ambas as potências se comprometeram a apoiar incondicionalmente em caso de guerra. O Pacto Hitler-Stalin, que levou diretamente à Segunda Guerra Mundial, também foi precedido por erros de cálculo das potências ocidentais, Grã-Bretanha e França. Desde o início da década de 1920, sua política visava excluir a União Soviética da solução de disputas da Europa Central. Portanto, eles haviam ignorado por muito tempo os esforços de Stalin para criar uma frente comum contra o Terceiro Reich. Embora tenham concluído um acordo provisório com a União Soviética no final de julho de 1939, os esforços para chegar a um acordo militar complementar não foram bem sucedidos. Halifax só notou que Moscou vinha negociando intensamente com Berlim ao mesmo tempo em que era tarde demais. Em 1º de setembro de 1939, por exemplo, ele teve que testemunhar a desintegração das estruturas internacionais que tentou preservar com a invasão alemã da Polônia. Anteriormente, Hitler havia mantido a perspectiva de uma solução abrangente das relações germano-britânicas no caso de a Grã-Bretanha dar a Hitler uma mão livre em relação à Polônia. Ao mesmo tempo, porém, Hitler já havia dado a ordem para atacar a Polônia.
As controversas políticas de Chamberlain em tempos de paz e sua guerra malsucedida até a primavera de 1940 forçaram-no a renunciar em 9 de maio. Halifax era considerado um candidato relativamente popular para sucedê-lo, mas ele declarou no mesmo dia que estava fora de questão para primeiro-ministro porque, como membro da Câmara dos Lordes, ele não poderia liderar o governo durante uma guerra. Ainda mais grave era o facto de ser inaceitável para o Partido Trabalhista, que, tendo em conta o estado desolador da guerra, viria a ser persuadido a entrar num governo de todos os partidos da Coligação Nacional. A liderança trabalhista insistiu em Winston Churchill como chefe de governo, já que ele havia se oposto veementemente ao apaziguamento desde o início e era considerado um oponente intransigente de Hitler. Churchill tomou posse em 10 de maio de 1940. Apesar de conservador, o novo primeiro-ministro teve pouco apoio no seu próprio grupo parlamentar. A maioria continuou a apoiar Chamberlain e Halifax. Portanto, Churchill manteve ambos no governo, Chamberlain como Lorde Presidente.
No entanto, isso não dissipou as avaliações políticas conflitantes. Quando, no final de maio de 1940, após o rápido avanço da Wehrmacht alemã na Campanha Ocidental, o colapso da Holanda, Bélgica e França tornou-se aparente, Halifax colocou em jogo a possibilidade de uma paz negociada com a Alemanha nazista. Ele acreditava que através da mediação de Mussolini era possível um acordo com Hitler, o que o deixaria dominando a Europa Ocidental, mas deixando ao Império sua independência e integridade. Um pedido correspondente a Mussolini deveria ser feito antes da iminente aniquilação das forças expedicionárias britânicas, que haviam sido cercadas na Batalha de Dunquerque, a fim de ainda ter uma moeda de troca nas negociações. Churchill, por outro lado, considerou até mesmo o indício de uma disposição de negociar com Hitler um grande erro, pois exporia a fraqueza de sua própria posição e quase provocaria uma invasão alemã da Grã-Bretanha. Ele exigiu que o maior número possível de tropas fosse evacuado de Dunquerque e, se necessário, que a luta continuasse sem a França. O fato de Churchill finalmente ter prevalecido sobre Halifax com sua postura intransigente é visto pelo historiador John Lukacs como um ponto de virada decisivo na Segunda Guerra Mundial. Hitler nunca mais chegou tão perto da vitória como no final de maio de 1940.
A evacuação bem-sucedida das tropas de Dunquerque e a defesa bem-sucedida da Grã-Bretanha na Batalha da Grã-Bretanha levaram à mudança final de opinião a favor de Churchill e sua posição no público e no parlamento. Em agosto de 1940, o próprio Halifax justificou a rejeição de uma vaga oferta de paz por parte de Hitler em um discurso na Câmara dos Comuns. Tendo falhado como política externa de qualquer maneira, Halifax não era mais necessário para manter o grupo parlamentar conservador ao lado de Churchill.
O deputado trabalhista Aneurin Bevan disse em uma sessão da Câmara dos Comuns em 5 de novembro de 1940: "O Ministério das Relações Exteriores teve uma longa série de desastres ininterruptos por 10 anos. É o pior Departamento do Governo, e isso diz muito porque alguns deles são muito ruins." É o pior de todos os ministérios deste governo, e isso está dizendo alguma coisa, porque muitos deles são muito ruins." Halifax foi substituído como Secretário de Relações Exteriores por seu antecessor, Anthony Eden, em 22 de dezembro de 1940.

### Halifax e a Resistência Alemã
Em sua biografia de Halifax, Andrew Roberts discute a mudança tardia de política do ministro das Relações Exteriores. A luta pela paz, tão palpável na diplomacia de Halifax no início da guerra, foi tão profundamente decepcionada pelo aventureirismo de Hitler que ele ficou em grande parte imune às ofertas de paz posteriores. Como prova, Roberts cita que Halifax também rejeitou as iniciativas tomadas pelo papa Pio XII, pelos monarcas holandeses e belgas e, não menos importante, pelo presidente americano Franklin D. Roosevelt: ele estava convencido de que o apoio de Hitler pelos alemães no início da guerra era muito esmagador e que, sem o completo descrédito de Hitler, ele não poderia ter feito isso. do ditador, qualquer acordo de paz é inútil.
Outros historiadores, por outro lado, apontam que, do outono de 1939 a 1943, o Ministério das Relações Exteriores fez ofertas à resistência alemã via Vaticano, o que incluiu uma expansão territorial da Alemanha além das fronteiras de 1938: Os conservadores na resistência alemã em torno de Carl Friedrich Goerdeler, o coronel general Ludwig Beck, o almirante Wilhelm Canaris, Johannes Popitz, von Hassel e Como os políticos democráticos da República de Weimar, Adam von Trott zu Solz buscou uma revisão do Tratado de Versalhes e a readmissão do Reich alemão no concerto das potências europeias. De acordo com suas ideias, isso incluiu a restauração das fronteiras orientais da Alemanha em 1914, incluindo a eliminação do corredor polonês, a incorporação da Áustria, do Tirol do Sul e dos Sudetos, a hegemonia alemã nos Bálcãs e uma parcela das possessões coloniais europeias. Em uma reunião em 8 de janeiro de 1940 com Lonsdale Bryans, o homem de contato de Ulrich von Hassell, o especialista em política externa da resistência conservadora alemã, Halifax é citado como tendo dito que "ele era 'pessoalmente' contra os Aliados se aproveitando de uma revolução na Alemanha atacando o Westwall...", se isso levasse um regime ao poder. que está pronto para negociar.
Esta linha em relação à resistência alemã foi repetida nos esforços exploratórios do Papa Pio XII em 28 de junho de 1940 sobre as condições para a mediação da paz, que Halifax rejeitou bruscamente em 22 de julho de 1940 apenas no caso de um governo (alemão) negociável. Em julho de 1940, Halifax iniciou uma rejeição estrita do Ministério dos Negócios Estrangeiros aos defensores da paz alemães pelo Núncio Apostólico em Berna, pelo ditador português António de Oliveira Salazar em Lisboa e pelo primeiro-ministro finlandês poucas semanas antes da sua declaração sobre as propostas "cautelosas e meias" do Papa.

### Embaixador nos EUA e anos posteriores
Winston Churchill e Lord Halifax eram personagens muito diferentes e não tinham uma relação próxima. Churchill manteve o secretário de Relações Exteriores de seu antecessor no cargo por mais sete meses para demonstrar a unidade do Partido Conservador e do governo durante o período de maior ameaça ao Reino Unido. Provavelmente também para se livrar de seu antigo rival, Churchill fez de Halifax o embaixador britânico em Washington. Ele já havia lidado de maneira semelhante com Samuel Hoare, outro membro da camarilha de Cliveden, a quem havia relegado ao cargo de embaixador na Espanha.

Em dezembro de 1940, Churchill escreveu a Roosevelt:
"Decidi agora pedir o seu agrément formal à nomeação de Lord Halifax como nosso embaixador nos Estados Unidos. Não preciso dizer que perda isso representa para mim pessoalmente e para o Gabinete de Guerra. Penso, no entanto, que a transação de negócios e a relação entre os nossos dois países, bem como o contacto consigo, Senhor Presidente, têm uma consequência tão suprema para o resultado da guerra que é meu dever colocar ao seu lado o mais eminente dos meus colegas, e alguém que conhece toda a história que se desenrola na cimeira. "

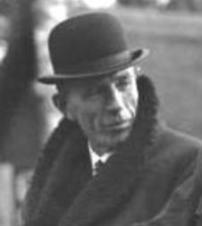
O Conde de Halifax.

Nos EUA, Halifax inicialmente se mostrou desajeitado. Ele cometeu uma série de erros amplamente divulgados, incluindo algumas piadas mal recebidas sobre beisebol. Para o público americano, ele se apresentava como um aristocrata britânico distante e inacessível, o que provavelmente era. As relações com o presidente Roosevelt, em particular, melhoraram gradualmente, mas Halifax também desempenhou apenas um papel menor em Washington, já que Churchill usou contatos pessoais próximos nos Estados Unidos. Mais uma vez, Halifax foi escanteada por seu primeiro-ministro e muitas vezes excluída de discussões sensíveis. Como um velho que chorava a morte de seu filho do meio na frente em 1942, Halifax estava cansado de Washington e pediu a Anthony Eden para substituí-lo. Eventualmente, no entanto, ele permaneceu em seu cargo até o mandato dos sucessores de Roosevelt e Churchill, o presidente Harry Truman e o primeiro-ministro Clement Attlee. Quando, no final da guerra, os Estados Unidos suspenderam abruptamente o fornecimento sob o Lend-Lease Act, do qual a economia britânica dependia, Halifax não conseguiu encontrar uma solução que fosse benéfica para a Grã-Bretanha. As negociações de empréstimos subsequentes também foram sobrecarregadas por isso e terminaram insatisfatórias para o Reino Unido.
Mais bem sucedida foi sua participação em um grande número de conferências internacionais. Assim, de 25 de abril a 26 de junho de 1945, participou da Conferência de São Francisco, que levou à criação das Nações Unidas, na primeira sessão da qual representou a Grã-Bretanha. Embora tenha descrito o ministro das Relações Exteriores soviético Molotov como um "granito sorridente" em suas memórias, ele novamente acreditava que Churchill, que cunhou o termo "Cortina de Ferro" ao mesmo tempo, superestimou a ameaça representada por esse novo adversário político global. Em 1957, publicou sua autobiografia, The Fulness of Days.
Em 11 de julho de 1944 foi nomeado Conde de Halifax. Após sua aposentadoria da política ativa em 1946, ele ocupou quase exclusivamente cargos honorários, como Chanceler da Universidade de Sheffield, Chanceler da Ordem da Jarreteira e Presidente da BBC. Foi condecorado com a Ordem do Mérito em 1946. Ele morreu pouco antes do Natal de 1959 em sua propriedade, Garrowby Hall.

## Na cultura popular
Lord Halifax foi retratado no filme de grande sucesso de Richard Attenborough, Gandhi, por John Gielgud, retratando seu tempo como vice-rei da Índia e seu papel nas negociações com Gandhi sobre a independência indiana. Halifax também foi retratado no filme Darkest Hour de 2017 por Stephen Dillane.